# Nurettin Baytorun
Nurettin „Nuri” Baytorun (ur. 28 marca 1908 w Konstantynopolu, zm. 28 listopada 1988) – turecki zapaśnik walczący w stylu klasycznym. Dwukrotny olimpijczyk. Zajął siódme miejsce w Amsterdamie 1928 i szóste w Berlinie 1936. Walczył w wadze średniej i półśredniej.

## Letnie Igrzyska Olimpijskie 1928
| Konkurencja          | Rundy eliminacyjne        | Rundy eliminacyjne    | Rundy eliminacyjne | Rundy eliminacyjne  | Klas. końcowa |
| Konkurencja          | Przeciwnik I              | Przeciwnik II         | Przeciwnik III     | Przeciwnik IV       | Miejsce       |
| -------------------- | ------------------------- | --------------------- | ------------------ | ------------------- | ------------- |
| 75 kg styl klasyczny | Johannes Jacobsen (DEN) P | Hermann Simon (GER) Z | Otto Frei (SUI) Z  | Jean Saenen (BEL) P | 7.            |

## Letnie Igrzyska Olimpijskie 1936
| Konkurencja          | Rundy eliminacyjne   | Rundy eliminacyjne          | Rundy eliminacyjne   | Rundy eliminacyjne    | Klas. końcowa |
| Konkurencja          | Przeciwnik I         | Przeciwnik II               | Przeciwnik III       | Przeciwnik IV         | Miejsce       |
| -------------------- | -------------------- | --------------------------- | -------------------- | --------------------- | ------------- |
| 72 kg styl klasyczny | Karel Zvonař (CSK) P | Dimitrios Zacharias (GRE) Z | Adolf Rieder (SUI) Z | Eino Virtanen (FIN) P | 6.            |